# Lưu Nghĩa (Thành Dương vương)
Lưu Diên (chữ Hán: 刘义, ? - 109 TCN), tức Thành Dương Kính vương (城陽敬王), là vương chư hầu thứ tư của nước Thành Dương thời nhà Hán trong lịch sử Trung Quốc.
Lưu Diên là con trai của Thành Dương Cung vương Lưu Hỉ, vương chư hầu thứ hai của nước Thành Dương. Năm 117 TCN, Lưu Diên qua đời, thụy là Khoảnh vương. Lưu Nghĩa lên nối tước vương ở Thành Dương.
Hán thư không cho biết những việc làm của Lưu Nghĩa lúc sinh thời cũng như lúc làm Thành Dương vương.
Năm 109 TCN, Thành Dương vương Lưu Nghĩa qua đời. Ông làm Thành Dương vương tổng cộng 8 năm, không rõ bao nhiêu tuổi, được ban thụy là Kính vương. Con ông là Lưu Vũ nối tước, tức Thành Dương huệ vương.